# A múmia (film, 2017)
A múmia (eredeti cím: The Mummy) 2017-es amerikai akció-kaland-horror, melyet Alex Kurtzman rendezett, Jon Spaihts és Christopher McQuarrie írt. A film A múmia-trilógia reboot-ja és az első rész az Universal Sötét Univerzum sorozatából. A főszereplők Tom Cruise, Sofia Boutella, Annabelle Wallis, Jake Johnson, Courtney B. Vance és Russell Crowe.
A film premierje Ausztráliában 2017. május 22-én volt, a Sydney-i Állami Színházban. Az Amerikai Egyesült Államokban 2017. június 9-én mutatták be 2D, 3D és IMAX 3D-s változatban, Magyarországon egy nappal hamarabb szinkronizálva, június 8-án az UIP-Dunafilm forgalmazásában.

## Cselekmény
Az ókori Egyiptomban Ahmanet hercegnő, Menehptre fáraó lánya a trón egyedüli várományosa, mígnem apjának második felesége fiút nem szül. Ahmanet annak reményében, hogy a hatalmat magához ragadhatja, alkut köt az alvilág istenével, Széthtel, aki egy tőrt adományoz neki. Miután megölte apját, annak feleségét és gyermekét, Ahmanet kedvesét készül feláldozni, ám a papok megállítják és büntetésül élve mumifikálják, majd eltemetik, hogy így raboskodjon az idők végezetéig.
A mai Irakban két katona és szerencsevadász, Nick Morton és Chris Vail egy légicsapás után felfedezik Ahmanet sírját. Jenny Halsey régész és Nick szeretője a helyszínre érkezik, és megállapítja, hogy nem sírhellyel, hanem börtönnel van dolguk. Megtalálják Ahmanet szarkofágját és repülővel Londonba szállítják. A repülőút során Vail, akit egy pók csípése nyomán Ahmanet irányít, megpróbálja kinyitni a szarkofágot, majd megöli Greenway ezredest. Ezt követően rátámad a csoport többi tagjára, de Nick lelövi. A C-130-as katonai repülőgép lezuhan, az egyetlen túlélő Jenny, mert őt Nick ejtőernyővel kidobja a gépből. Nick egy nap múlva felébred a hullaházban és mint kiderül, ez azért lehetséges, mert Ahmanet kiválasztotta, ő az áldozat, akiben Széth emberi alakot ölthet. Közben a múmia elkezdi levadászni a munkásokat, életerejük által visszanyerve emberi mivoltát és erejét. Többszöri menekülés után Nick és Jenny a Dr. Henry Jekyll által vezetett Prodigium társasághoz kerül, akiknek sikerül rabul ejteniük Ahmanetet is.
Itt megtudják, hogy Ahmanet egy rituálé befejezéséhez akarja felhasználni Nicket. Miközben az erejét teljesen visszanyerő Ahmanet kiszabadul. Jenny és Nick metróalagutakon keresztül próbálnak menekülni. Céljuk megkeresni Széth tőrének gyémántját, ami egy keresztes lovag sírjában van eltemetve és amely nélkül a tőr varázsa hatástalan.  Azt végül Ahmanet szerzi meg, aki elkapja Jennyt és vízbe fullasztja a lányt, így remélve, hogy Nick ellenállását megtöri. Nick bár tétovázik, megszakítja a rituálét és a tőr elpusztítása után saját magát öli meg. Erejét kihasználva kiszívja Ahmanet minden erejét, aki így újból élettelen múmiává válik. Nick a folyamat során szörnyeteggé alakul.
Nick Széth hatalmával feltámasztja Jennyt, majd elbúcsúzik tőle és eltűnik. Az időközben Jennyhez csatlakozó Jekyll elmondja, hogy Ahmanet múmiáját a Prodigium bázisán belül higanyfürdőbe merítik (a higany a gonosz ellen hatásos az ókori egyiptomiak hite szerint). Arról beszélnek, hogy Nick, vagyis Széth jó és gonosz oldallal is rendelkezik, a kérdés csak az, hogy melyik fog győzedelmeskedni, de nekik az a feladatuk, hogy megkeressék és megállítsák. A film zárójelenetében látható, hogy Nick feltámasztotta Vailt, akivel a sivatagban lovagolnak új kalandot keresve, maguk mögött homokvihart kavarva.

## Szereplők
| Szerep                          | Színész           | Magyar hang     |
| ------------------------------- | ----------------- | --------------- |
| Nick Morton                     | Tom Cruise        | Rékasi Károly   |
| A múmia / Ahmanet hercegnő      | Sofia Boutella    | Pálmai Anna     |
| Jenny Halsey                    | Annabelle Wallis  | Zsigmond Tamara |
| Greenway ezredes                | Courtney B. Vance | Jakab Csaba     |
| Chris Vail őrmester, Nick társa | Jake Johnson      | Szabó Máté      |
| Dr. Henry Jekyll                | Russell Crowe     | Kőszegi Ákos    |
| Menehptre fáraó                 | Selva Rasalingam  |                 |
| Vezető munkás                   | Rez Kempton       |                 |
| Mr. Brooke                      | Andrew Brooke     | Láng Balázs     |
| Lorenzo Montanari               | Dylan Smith       | Vári Attila     |
| Malik                           | Marwan Kenzari    | Sarádi Zsolt    |

## Gyártás
Az Universal Pictures 2012-ben jelentette be, hogy újraindítja a A múmia sorozatot. A projektnek több rendezője is volt, miután az eredetileg felkért Len Wiseman 2013-ban kiszállt a projektből, míg az utódjának szánt Andrés Muschietti 2014-ben tett ugyanígy.
Tom Cruise-zal 2015 novemberében, Sofia Boutellával pedig decemberben kezdődtek a tárgyalások.  Alex Kurtzman azt követően választotta Boutellát a múmia szerepére, hogy látta a Kingsman - A titkos szolgálat című filmben. „Arra gondoltam, bármennyi latexet és CGI-t pakolhatunk az arcára, a szemével akkor is ezernyi érzelmet képes közvetíteni.” 2016-ban újabb szereplőválogatást tartottak, Russell Crowe márciusban csatlakozott a stábhoz.

### Forgatás
A forgatások 2016. április 3-án kezdődtek Oxfordban (Egyesült Királyság). Surrey is feltűnik a filmvásznon, mint helyszín. 2016. július 17-étől Londonban vették fel a jeleneteket,  majd két hétre Namíbiába költöztek és itt fejezték be a film felvételeit 2016. augusztus 13-án.

## Értékelések
- USA Today - 75/100
- Tampa Bay Times - 75/100
- Entertainment Weekly - 67/100
- Variety - 50/100
- Los Angeles Times - 50/100
- Boston Globe - 50/100
- The Seattle Times - 50/100
- San Francisco Chronicle - 50/100
- Arizona Republic - 40/100
- The Hollywood Reporter - 40/100[26]